# 우성면
우성면(牛城面)은 대한민국 충청남도 공주시의 면이다. 면적은 79.53km2이고, 인구는 2013년 기준으로 2,727세대, 6,222명이다.

동쪽으로는 신관동, 웅진동, 금학동, 서쪽으로는 사곡면과 신풍면, 남쪽으로는 이인면과 청양군 목면, 북쪽으로 정안면과 의당면이 접해 있다.

## 연혁
- 조선 공주목 우정면
- 1914년 : 행정구역 개편으로 성두면 만성세동(41개리), 사곡면 외안영란대(2개리), 동부면 상신하신 신산(3개리), 반탄면 소명운암(2개리), 요당면수촌(1개리), 정산군 목면 석화 건지(2개리)를 병합해 우성면을 신설하였다.
- 1983년 2월 15일 : 쌍신리, 월미리가 공주읍에 편입되었다.(23개 법정리)
- 1991년 : 방문리, 대성리가 2개리로 분구하였다.(31개 행정리)
- 1995년 : 공주군에서 공주시로 행정구역이 개편되었다.[1]

## 법정리
- 동대리(銅大里): 행정복지센터 소재지
- 귀산리(貴山里)
- 내산리(內山里)
- 단지리(丹芝里)
- 대성리(大城里)
- 도천리(道川里)
- 동곡리(東谷里)
- 목천리(木泉里)
- 반촌리(盤村里)
- 방문리(方文里)
- 방흥리(方興里)
- 보흥리(寶興里)
- 봉현리(鳳峴里)
- 상서리(上西里)
- 신웅리(新熊里)
- 안양리(安陽里)
- 어천리(魚川里)
- 오동리(梧洞里)
- 옥성리(玉城里)
- 용봉리(龍鳳里)
- 죽당리(竹堂里)
- 평목리(坪目里)
- 한천리(韓川里)

## 교육
- 우성초등학교 (동대리)
  - 봉현분교 (폐교) - 우성면 용봉입동로 524 (봉현리)
  - 보룡분교 (폐교) - 우성면 공수원로 108 (용봉리)
- 보룡초등학교 죽당분교 (폐교) - 우성면 은골1길 45-6 (죽당리)
- 귀산초등학교 (귀산리)
- 상서초등학교 (상서리)
- 우성중학교 (방흥리)